# Teixoso

Teixoso est une ville portugaise de 7 849 habitants (en 2011).
Elle fait partie de la municipalité de Covilhã. Elle se situe au Nord de Covilhã.
À l'ouest se trouve Vila do Carvalho, au sud Boidobra, au nord Orjais, Canhoso et Verdelhos et à l'est Caria.

## Gastronomie
Spécialité culinaire: soupe de céréales, qu'on fait souvent pendant le carnaval.